# De Twee Snoecken

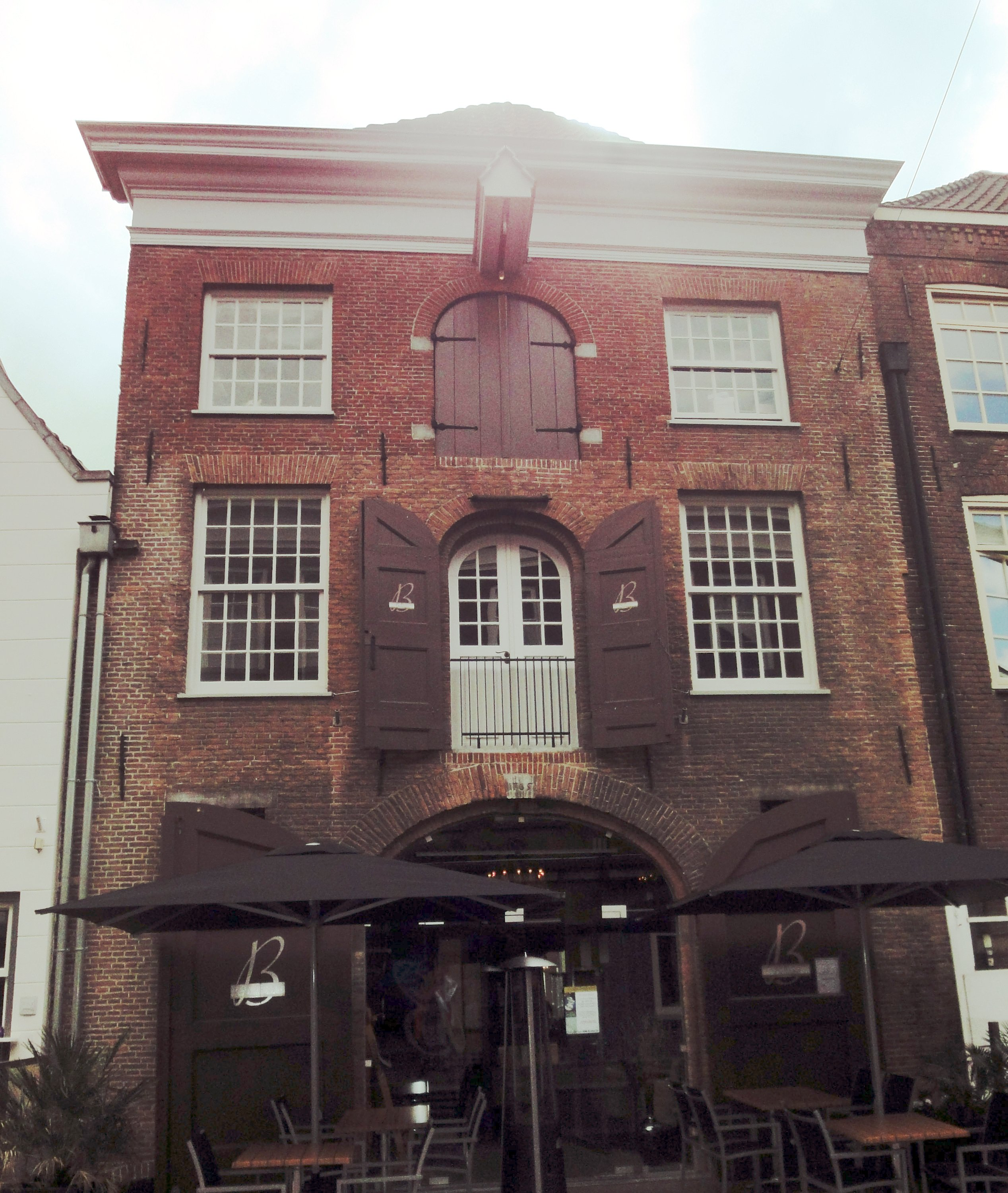
Oude pand De Twee Snoecken

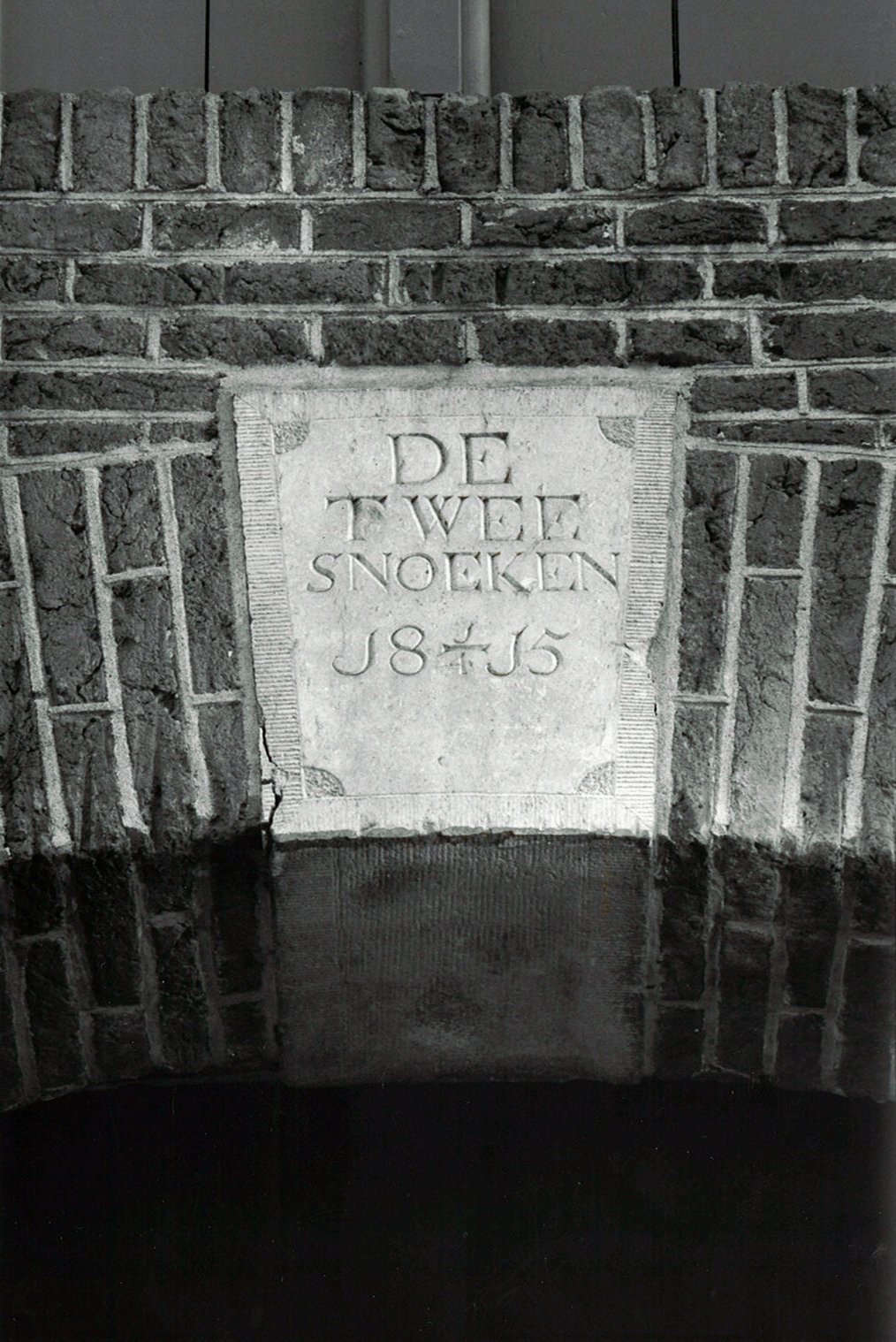
Sluitsteen pand De Twee Snoecken

De Twee Snoecken is een monumentaal pand in 's-Hertogenbosch bestaande uit rijksmonumenten Karrenstraat 38 (Rijksmonument 21670) en Kruisstraat 37 (Rijksmonument 21695).
Het pand bestond oorspronkelijk uit twee huizen die ruggelings tegen elkaar gebouwd waren. In de periode 1600-1650 werden zij met elkaar verbonden en sindsdien vormen ze een geheel. De twee voorgevels dateren uit 1765 (Karrenstraat) en 1815 (Kruisstraat). Binnen in het pand bevinden zich nog 15e-eeuwse fragmenten.
Het gebouw aan de Karrenstraat heeft een lijstgevel met schilddak. Het gebouw aan de Kruisstraat heeft dezelfde architectuur met eveneens een schilddak.
In 1977 werd het pand gerenoveerd door het architectenbureau De Twee Snoeken.